# 予想 (数学)

臨界線 Re(s) = 1/2 に沿った、リーマンゼータ関数の実部（赤）と虚部（青）。非自明な零点は で確認できる。リーマン予想によれば、ゼータ関数の非自明な零点は、全てこの臨界線の上にある。

数学における予想とは、証明されていない主張・命題である。リーマン予想やフェルマーの最終定理（1995年にアンドリュー・ワイルズによって証明されるまで予想だった）などの予想を証明するために、数学の新しい分野が開発され、数学の歴史を形作ってきた。

## 予想の解決

### 証明
形式科学としての数学は証明可能な事実に基づいている。数学において、どんなに多くの例で予想が成り立っていても、それだけでは全称命題を証明することはできない。一方で、一つの反例が見つかれば、その予想は否定される。反例の探索を進めることで、小さな結果が数学雑誌に掲載されることもある。
例えば、ある規則に従った整数の数列が必ず有限項で終わるか否かというコラッツ予想については、1.2 × 1012（一兆を超える）までの全ての整数について確認されている。しかし、広範な探索の後に反例が見つからないからといって、それが予想の証明となるわけではない。予想が偽であり、その最小の反例が非常に大きい可能性があるためである。
数学者は、たとえ予想が証明されていなくても、証拠によって強く裏付けられていると見なすことがある。ここでの証拠とは、結果の検証や既知の結果との強い相関などである。
誤りであるのが不可能であると示されて、はじめて予想は証明されたと見なされる。これには様々な方法がある。詳細は証明 (数学)を参照。
ケースが有限個しかない場合は、総当たりで証明が可能である。この方法では、あり得る全てのケースを検討し、反例が存在しないことを示す。ケースの数が非常に多い場合、コンピュータによる総当たりが必要になる。1976年と1997年の、コンピュータによる四色定理の証明は、当初は確実性が疑問視されていたが、2005年に定理証明システムによる証明が行われた。
予想が証明されると、それはもはや予想ではなく定理となる。幾何化予想（ポアンカレ予想を解決した）やフェルマーの最終定理といった定理もかつては予想だった。

### 否定
反例によって反証された予想は “false conjecture” とも呼ばれる。ポリア予想やオイラー予想などがこれに該当する。後者の場合、n = 4の場合の最初に見つかった反例は数千万もの数だったが、後にもっと小さい最小の反例が見つかった。

### 予想の独立
全ての予想が真か偽として証明される訳ではない。例えば、可算濃度と連続体濃度の間の濃度は存在しないことを主張する連続体仮説は、ツェルメロ＝フレンケル集合論から独立しており、証明も反証も出来ないことが示されている。このため、この命題またはその否定を新たな公理として追加することが可能である（幾何学の公理として平行線公準またはその否定を採用できるように）。
平行線公準や選択公理といった公理を使わない証明を探し、証明に必要な公理を減らそうとすることもある。一方で、選択公理自体を研究しているのでなければ、多くの数学者は証明に選択公理を使っているかを気にしない。